# Mietrechtsgesetz
Das österreichische Mietrechtsgesetz (MRG) vom 12. November 1981 ist ein Bundesgesetz über die Miete von Wohn- und Geschäftsräumen. Es ist das Nachfolgegesetz zum 1929 wiederverlautbarten Mietengesetz, welches bis zum 31. Dezember 1981 in Geltung stand.

## Geschichte
Bis 1917 fanden sich mietrechtliche Bestimmungen ausschließlich im ABGB, das als Leitmotiv eine weitgehende Vertragsfreiheit vorsah. Eine spezifische Mieterschutzgesetzgebung hatte ihren Ursprung unter anderem in einer kaiserlichen Notverordnung des Jahres 1917. Schon vor Kriegsbeginn herrschte vor allem in Wien eine große Wohnungsnot. Die Inflation während der Kriegsjahre führte zu enormen Mietzinssteigerungen und massenhaften Kündigungen und in der Folge zu Unruhen. Die „Verordnung über den Schutz der Mieter“ vom 26. Januar 1917 schränkte das Kündigungsrecht der Vermieter weitgehend ein und fror den Mietzins dahingehend ein, als Mietzinsanpassungen nur mehr hinsichtlich veränderter Betriebs- und Instandhaltungskosten und der seit Kriegsbeginn gestiegenen Steuern möglich waren.
Am 7. Dezember 1922 wurde das Mietengesetz mit den Stimmen aller Parteien, den Sozialdemokraten, den Christlichsozialen und der Großdeutschen Fraktion mit Ausnahme des Landbundes beschlossen. Das Mietengesetz ist nach Struktur und Inhalt – trotz aller Unterschiede – für das heute geltende Mietrechtsgesetz (MRG) von 1982 erkennbare Vorlage. „Dieses Mietengesetz, mit sehr vielen sozialdemokratischen Ideen angereichert, war notwendig geworden, da sich einerseits seit dem Erlaß (sic!) der Mieterschutzverordnungen (MSchVO) die Wohnungsnot dramatisch verschlechterte und sich andererseits das Mietzinserhöhungsverbot als Gefahr für die notwendige Häusersanierung entpuppt hatte.“

## Geltungsbereich
Das Mietrechtsgesetz gilt grundsätzlich für die Miete von Wohn- und Geschäftsräumen aller Art sowie genossenschaftliche Nutzungsverträge (§ 1 Abs. 1 MRG). Bestimmte Mietgegenstände sind gänzlich vom Anwendungsbereich ausgenommen (§ 1 Abs. 2 MRG), auf andere Mietgegenstände sind nur bestimmte Vorschriften des MRG anwendbar (§ 1 Abs. 3 bis 5 MRG).
Subsidiär anwendbare allgemeine Regelungen für Bestandverträge finden sich im Allgemeinen bürgerlichen Gesetzbuch (§§ 1090 ff ABGB), spezielle Regelungen (z. B. zur Betriebskostenabrechnung) auch in weiteren Spezialgesetzen. Die Bestimmungen des Mietrechtsgesetzes sind einseitig zwingend. Dies bedeutet, dass zum Nachteil des Mieters davon nicht abgewichen werden darf. Spezielle Regelungen im Konsumentenschutzgesetz ergänzen das Mietrechtsgesetz.
Das MRG unterscheidet zwischen Haupt- und Untermietverträgen. Nach § 2 Abs. 1 MRG liegt Hauptmiete vor, wenn der Mietvertrag mit dem Eigentümer oder dem dinglich oder obligatorisch berechtigten Fruchtnießer der Liegenschaft oder mit dem Mieter oder Pächter eines ganzen Hauses geschlossen wird. Untermiete liegt vor, wenn der Mietvertrag mit einer Person geschlossen wird, die in § 2 Abs. 1 nicht genannt ist. Die Unterscheidung ist bedeutsam, da die wesentlichen Vorschriften des MRG einen Hauptmietvertrag voraussetzen.
Wurde ein Untermietvertrag zur Umgehung der einem Hauptmieter nach dem MRG zustehenden Rechte geschlossen, kann der Mieter begehren, als Hauptmieter mit den sich aus dem MRG ergebenden Rechten und Pflichten anerkannt zu werden. Zugunsten des Mieters gilt dabei eine Beweislastumkehr. Das Fehlen der Umgehungsabsicht muss der Vermieter beweisen (§ 2 Abs. 3 MRG).

### Vollanwendung
Das Gesetz gilt gem. § 1 Abs. 1 MRG für die Miete folgender Mietgegenstände:
- Wohnungen, einzelne Wohnungsteile oder Geschäftsräumlichkeiten aller Art (wie im besonderen Geschäftsräume, Magazine, Werkstätten, Arbeitsräume, Amts- oder Kanzleiräume) samt den etwa
- mitgemieteten (§ 1091 ABGB) Haus- oder Grundflächen (wie im besonderen Hausgärten, Abstell-, Lade- oder Parkflächen) und
- für die genossenschaftlichen Nutzungsverträge über derartige Objekte.

### Teilanwendung
Gemäß § 1 Abs. 4 MRG gelten nur die §§ 14, 16b, 29 bis 36, 45, 46 und 49 MRG, nicht jedoch die übrigen Bestimmungen des I. und II. Hauptstückes, für
- Mietgegenstände, die in Gebäuden gelegen sind, die ohne Zuhilfenahme öffentlicher Mittel auf Grund einer nach dem 30. Juni 1953 erteilten Baubewilligung neu errichtet worden sind,
- Mietgegenstände, die durch den Ausbau eines Dachbodens oder einen Aufbau auf Grund einer nach dem 31. Dezember 2001 erteilten Baubewilligung neu errichtet worden sind, sowie unausgebaute Dachbodenräumlichkeiten, die mit der Abrede vermietet werden, dass – wenn auch zum Teil oder zur Gänze durch den Hauptmieter – entweder in ihnen oder in einem an ihrer Stelle durchgeführten Aufbau eine Wohnung oder Geschäftsräumlichkeit errichtet werde,
- Mietgegenstände, die durch einen Zubau auf Grund einer nach dem 30. September 2006 erteilten Baubewilligung neu errichtet worden sind,
- Mietgegenstände, die im Wohnungseigentum stehen, sofern der Mietgegenstand in einem Gebäude gelegen ist, das auf Grund einer nach dem 8. Mai 1945 erteilten Baubewilligung neu errichtet worden ist.

Noch eine weitere einschränkende Ausnahme findet sich in § 1 Abs. 5 MRG, wonach:
- die §§ 14 und 29 bis 36 MRG auch für Mietgegenstände in einem Wirtschaftspark gelten, in denen jedoch nicht überwiegend Handelsgewerbe im Sinne der Gewerbeordnung 1973 betrieben werden.[6]

### Nichtanwendung
Nicht in den Anwendungsbereich des Mietrechtsgesetzes fallen:
1. Mietgegenstände, die im Rahmen des Betriebes eines Beherbergungs-, Garagierungs-, Verkehrs-, Flughafenbetriebs-, Speditions- oder Lagerhausunternehmens oder eines hiefür besonders eingerichteten Heimes für ledige oder betagte Menschen, Lehrlinge, jugendliche Arbeitnehmer, Schüler oder Studenten vermietet werden,
2. Wohnungen oder Wohnräume, die von einer karitativen oder humanitären Organisation im Rahmen sozialpädagogisch betreuten Wohnens vermietet werden,
3. Wohnungen, die auf Grund eines Dienstverhältnisses oder im Zusammenhang mit einem solchen als Dienst-, Natural- oder Werkswohnung überlassen werden,
4. Mietverträge, die durch Ablauf der Zeit ohne Kündigung erlöschen, sofern die ursprüngliche oder verlängerte vertragsmäßige Dauer ein halbes Jahr nicht übersteigt und der Mietgegenstand  a)  eine Geschäftsräumlichkeit oder  b)  eine Wohnung der Ausstattungskategorie A oder B (§ 15a Abs. 1 Z 1 und 2) ist und der Mieter diese nur zum schriftlich vereinbarten Zweck der Nutzung als Zweitwohnung wegen eines durch Erwerbstätigkeit verursachten vorübergehenden Ortswechsels mietet,
5. Wohnungen oder Wohnräume, die vom Mieter bloß als Zweitwohnung zu Zwecken der Erholung oder der Freizeitgestaltung gemietet werden; eine Zweitwohnung im Sinne der Z 3 und 4 liegt vor, wenn daneben ein gewöhnlicher Aufenthalt im Sinne des § 66 JN besteht, und einen der wichtigsten Nicht-Anwendungsbereiche:
6. Mietgegenstände in einem Gebäude mit nicht mehr als zwei selbständigen Wohnungen oder Geschäftsräumlichkeiten, wobei Räume, die nachträglich durch einen Ausbau des Dachbodens neu geschaffen wurden oder werden, nicht zählen (im letzten Fall gelten überwiegend nur die Regelungen des ABGB).

## Hauptanwendungszweck
Das Mietrechtsgesetz hat in der Praxis vor allem den Zweck, den Mieterschutz zu gewährleisten in den Bereichen:
- Erhaltungspflichten des Vermieters (§ 3),
- Festlegung von Mietzinsobergrenzen (§§ 16 ff, 26) und
- Kündigungsschutz (§§ 29 ff).

Weitere in der Praxis wichtige Bereiche zum Schutz der Mieter sind
- das gesetzliche Eintrittsrecht in den Mietvertrag und Beschränkung des Untermietverbotes (§§ 11 – 14),
- Festlegung verbotener Vereinbarungen, beispielsweise über eine unzulässige Investitionsablöse und Strafbestimmungen (§ 27),
- Anwendung des Außerstreitverfahrens (§§ 37 – 41),
- Exekutionsbeschränkungen (§ 42) und das
- Vorzugspfandrecht (§ 42a).

## Aufbau des MRG in der Fassung 1. Jänner 2018
Aufgrund mehrfacher Novellen ist das MRG inzwischen, insbesondere bei den Übergangs-, Vollzugs- und Ausnahmebestimmungen, teilweise sehr komplex geworden und der Gesetzestext kaum mehr aus dem MRG selbst verständlich.
- I. Hauptstück (Miete)
  - § 1 Geltungsbereich
  - § 2 Haupt- und Untermiete
  - § 3 Erhaltung
  - § 4 Nützliche Verbesserung durch bautechnische Maßnahmen
  - § 5 Nützliche Verbesserung durch Vereinigung von Wohnungen; Anbotspflicht
  - § 6 Auftrag zur Durchführung von Erhaltungs- oder Verbesserungsarbeiten
  - § 7 Wiederherstellungspflicht
  - § 8 Umfang des Benützungsrechts
  - § 9 Veränderung (Verbesserung) des Mietgegenstandes
  - § 10 Ersatz von Aufwendungen auf eine Wohnung
  - § 11 Untermietverbote
  - § 12 Abtretung des Mietrechts
  - § 12a  Veräußerung und Verpachtung eines Unternehmens
  - § 13 Wohnungstausch
  - § 14 Mietrecht im Todesfall
  - § 15 Mietzins für Hauptmiete
  - § 15a  Ausstattungskategorien und Kategoriebeträge
  - § 16 Vereinbarungen über die Höhe des Hauptmietzinses
  - § 16a  Unwirksamkeit von Zinsanpassungsklauseln und Mietzinsvereinbarungen
  - § 16b  Kaution
  - § 17 Anteil an den Gesamtkosten; Nutzfläche
  - § 18 Erhöhung der Hauptmietzinse
  - § 18a  Grundsatzentscheidung und vorläufige Erhöhung
  - § 18b  Kosten von Sanierungsmaßnahmen
  - § 18c  Nachträgliche Neuerrichtung von Mietgegenständen
  - § 19 Antrag und Entscheidung
  - § 20 Hauptmietzinsabrechnung
  - § 21 Betriebskosten und laufende öffentliche Abgaben
  - § 22 Auslagen für die Verwaltung
  - § 23 Aufwendungen für die Hausbetreuung
  - § 24 Anteil an besonderen Aufwendungen
  - § 25 Entgelt für mitvermietete Einrichtungsgegenstände oder sonstige Leistungen
  - § 26 Untermietzins
  - § 27 Verbotene Vereinbarungen und Strafbestimmungen
  - § 28 Anrechnung von Dienstleistungen auf den Hauptmietzins
  - § 29 Auflösung und Erneuerung des Mietvertrages; Zurückstellung des Mietgegenstandes
  - § 30 Kündigungsbeschränkungen
  - § 31 Teilkündigung
  - § 32 Ersatzbeschaffung
  - § 33 Gerichtliche Kündigung
  - § 33a  Benachrichtigung der Gemeinde
  - § 34 Verlängerung der Räumungsfrist im Urteil
  - § 34a  Räumungsschutz des Scheinuntermieters
  - § 35 Außerkrafttreten des Exekutionstitels; Aufschiebung der Räumungsexekution
  - § 36 Ersatz des Ausmietungsschadens
  - § 37 Entscheidungen im Verfahren außer Streitsachen
  - § 38 Stellungnahme der Gemeinde als Baubehörde
  - § 39 Entscheidung der Gemeinde
  - § 40 Anrufung des Gerichtes
  - § 41 Aufhebung der Unterbrechung eines Kündigungs- oder Räumungsverfahrens
  - § 42 Exekutionsbeschränkung
  - § 42a  Vorzugspfandrecht für Erhaltungsarbeiten
- II. Hauptstück (Bestimmungen über bestehende Mietverträge und Übergangsregelung)
  - § 43 Allgemeine Grundsätze
  - § 45 Wertbeständigkeit des Mietzinses
  - § 46 Hauptmietzins bei Eintritt in einen bestehenden Mietvertrag über eine Wohnung
  - § 46a  Hauptmietzins bei bestehenden Mietverträgen über Geschäftsräumlichkeiten
  - § 46b  Erfordernisse eines Anhebungsbegehrens
  - § 46c  Hauptmietzins bei früherer Standardanhebung
  - § 47 Betriebskosten; Umstellung der Verteilungsschlüssel
  - § 48 Anhängiges Verfahren; bewilligte Mietzinserhöhungen
  - § 49 Kündigungsrechtliche Übergangsregelung
  - § 49a  Wirksamkeit früherer Befristungen
  - § 49b Übergangsregelung für Befristungen und Abrechnungsbestimmungen
  - § 49c  Übergangsregelung zur Wohnrechtsnovelle 2000
  - § 49d  Übergangsregelung zur Mietrechtsnovelle 2001
  - § 49e  Übergangsregelung zur Wohnrechtsnovelle 2006
  - § 49f  Übergangsregelung zur Wohnrechtsnovelle 2009
  - § 49g  Übergangsregelung zur Wohnrechtsnovelle 2015
  - § 50 Kundmachung gemäß § 39 Abs. 2
  - § 51 Übergangsregelung für die Mietzinsreserve
  - § 52 Übergangsregelung für Darlehens- und Kreditverträge
  - § 52a  Pfandrechtliche Übergangsregelungen
- III. Hauptstück (Änderung des Rückzahlungsbegünstigungsgesetzes), § 53
- IV. Hauptstück (Änderung des Wohnbauförderungsgesetzes 1968), § 54
- V. Hauptstück (Änderung des Wohnungsgemeinnützigkeitsgesetzes), § 55
- VI. Hauptstück (Änderung des Wohnungseigentumsgesetzes 1975), § 56
- VII. Hauptstück (Abgabenrechtliche Vorschriften), § 57
- VIII. Hauptstück (In- und Außerkrafttreten), § 58
- IX. Hauptstück (Vollziehung), § 59
  - Artikel 9 (Umsetzungshinweis)
  - II. Abschnitt (Übergangsbestimmungen)
  - Artikel II (Inkrafttreten; Übergangsbestimmung)
  - Artikel IV (Inkrafttreten und Übergangsbestimmungen)
  - Artikel V (Übergangs- und Vollzugsbestimmungen)
  - Artikel V (Schluß- und Übergangsbestimmungen)
  - Artikel IX (Inkrafttreten, Übergangsbestimmungen)

## Pflichten des Mieters

### Hauptmietzins
Vom Hauptmietzins muss bei befristeten Mietverhältnissen im Vollanwendungsbereich des MRG ein Befristungsabschlag von 25 % verrechnet werden. Dieser Abschlag gilt nur dann nicht mehr, wenn bei der Umwandlung eines befristeten Mietverhältnisses in ein unbefristetes Mietverhältnis der Abschlag im ursprünglichen Mietvertrag ziffernmäßig als Betrag dargestellt wurde.
Die Arten der Mietzinsbildung sind:

### Freier Mietzins nach ABGB
Ein freier Mietzins ohne Beschränkung nach oben (ausgenommen: Wucher und Laesio enormis) kann nur in Mietverhältnissen, die der Voll- oder Teilausnahme des MRG unterliegen, vorgeschrieben werden.

### Gesetzliche Mietzinsbildung nach MRG

#### Angemessener Hauptmietzins
Dieser Mietzins ist de facto ein Marktmietzins. Er ist behördlich überprüfbar (im Gegensatz zum freien Mietzins) und auf die folgenden, voll dem MRG unterliegenden Mietverhältnisse anwendbar:
- Miete von Geschäftslokalen und Büros
- Miete von Mietgegenständen in Neubauten mit einer Baubewilligung nach dem 9. Mai 1945
- Miete von neu durch Zu-, Um-, Ein- oder Aufbauten geschaffenen Mietgegenständen mit einer Baubewilligung nach dem 9. Mai 1945
- Miete in denkmalgeschützten Gebäuden für die der Vermieter nach dem 9. Mai 1945 erhebliche Eigenmittel aufgewendet hat
- Miete in Gebäuden, für welche begünstigte Rückzahlung von Wohnhaus-Wiederaufbaumitteln nach dem Rückzahlungsbegünstigungsgesetz 1971 getätigt wird
- Miete von Wohnungen der Kategorien A und B mit mehr als 130 m² Wohnnutzfläche welche spätestens sechs bzw. zwölf Monate nach einer Verbesserung vermietet wurden
- Miete aufgrund einer schriftlichen Vereinbarung nach einer mindestens einjährigen Dauer eines unbefristeten Mietverhältnisses
- Miete in Mietgegenständen, für welche begünstigte Rückzahlung von Wohnhaus-Wiederaufbaumittel nach dem Rückzahlungsbegünstigungsgesetz 1971 getätigt wird
- Miete in Mietgegenständen, bei welchen vor dem 1. Oktober 1993 mit einer Kategorie-Anhebung begonnen wurde.

#### Untermietzins
Ein etwaiger Untermietzins darf den Hauptmietzins um maximal 50 % überschreiten. Betriebskosten dürfen an den Untermieter jedoch nur in tatsächlicher Höhe weiterverrechnet werden.

#### Richtwert-Mietzins
Der Richtwert ist jener Betrag, der für die mietrechtliche Normwohnung (fiktive Vergleichswohnung) je Bundesland festgelegt ist. Die mietrechtliche Normwohnung besitzt eine Kategorie A-Ausstattung und liegt in einem ordnungsgemäß erhaltenen Haus in durchschnittlicher Lage. Die Basis bilden dabei Daten aus dem geförderten Neubau aus dem Jahr 1992. Eine Valorisierung der Richtwerte erfolgt alle zwei Jahre.
Der Richtwert-Mietzins kann im Vollanwendungsbereich des MRG in Altbauten mit Baubewilligung vor dem 9. Mai 1945 und einer Ausstattungskategorie von mind. C vorgeschrieben werden.
Vom Richtwert werden Zu- und Abschläge vorgenommen. Diese richten sich nach der Stockwerkslage, der Lage innerhalb des Gebäudes, der Ausstattung, dem Grundriss, nach dem Erhaltungszustand des Gebäudes sowie der regionalen Lage und der Ausstattungskategorie der Wohnung.
Die Umstände, die zum sogenannten Lagezuschlag – dem Zuschlag zum Richtwert nach der regionalen Lage – führten, müssen spätestens bei Abschluss des Mietvertrages schriftlich mitgeteilt werden. Der Hinweis auf die Lage „außerhalb eines (abgewohnten, Anm.) Gründerzeitviertels“ ist dafür nicht ausreichend.
Der Lagezuschlag darf von den Parteien der Höhe nach nicht völlig frei vereinbart werden – auch ein zu hoch vereinbarter Lagezuschlag kann vom Mieter, binnen bestimmter Frist, beanstandet und gegebenenfalls zurückgefordert werden.

### Kategoriemietzins

#### Ausstattungskategorien
Für die Mietzinshöhe sind im Vollanwendungsbereich des MRG die Ausstattungskategorien der gemieteten Räume maßgeblich.
Merkmale der besten Ausstattungskategorie „A“ sind:
- brauchbarer Zustand (das heißt funktionell in Ordnung). Keine der Bewohnbarkeit erheblich entgegenstehenden Hindernisse wie z. B. Gesundheitsgefährdung durch veraltete Elektrik. Optische Mängel spielen dabei keine Rolle.
- mindestens 30 m² Nutzfläche
- Ein von anderen Räumlichkeiten abgetrennter Vorraum (daher ist eine Kombination mit z. B. der Küche/Kochnische nicht möglich[9]).
- Küche oder Kochnische (mindestens bestehend aus Spüle und Kochplatte)
- Toilette im Wohnungsinneren
- zeitgemäßes (keramisch verfliestes) Badezimmer oder Badenische mit Dusche oder Badewanne und Entlüftung ins Freie.
- Zentral- oder Etagenheizung
- (zusätzlicher) Warmwasseranschluss außerhalb des Badezimmers bzw. der Badenische

Die Merkmale der Kategorie „B“ gleichen jenen von Kategorie A, jedoch ohne der Mindestgröße von 30 m², ohne Heizung und ohne zusätzlichen Warmwasseranschluss außerhalb des Badezimmers bzw. der Badenische.
Merkmale der Ausstattungskategorie „C“ sind:
- brauchbarer Zustand
- mindestens Wasser und Toilette im Wohnungsinneren.

#### Kategorie D-Mietzins
Ein Kategorie D-Mietzins kann im Vollanwendungsbereich des MRG vorgeschrieben werden, wenn kein angemessener Mietzins vereinbart werden kann. Eine Wohnung der Ausstattungskategorie D hat keinen Wasseranschluss bzw. keine Toilette im Wohnungsinneren und ist entweder in brauchbarem oder unbrauchbarem Zustand. Als brauchbar gilt die Wohnung dann, wenn keine der Bewohnbarkeit erheblich entgegenstehende Hindernisse (z. B. Gesundheitsgefährdung durch veraltete Elektrik) vorliegen.

## Gemeinsame Pflicht von Vermieter und Mieter

### Mietvertragsgebühr
In der Zeit Maria Theresias wurde die Mietvertragsgebühr eingeführt. Der damals weitverbreitete Analphabetismus machte die Assistenz kaiserlicher Beamter bei der Vertragserrichtung nötig." Heute ist das Gebührengesetz 1957 wirksam, wonach Vermieter und Mieter gemeinsam zur Zahlung an das zuständige Finanzamt verpflichtet sind. In Mietverträgen wird jedoch zumeist die Zahlungspflicht des Mieters vereinbart. Zahlungsfrist ist der 15. des auf den Vertragsabschluss übernächsten folgenden Monats.
Seit 11. November 2017 entfällt diese Gebührenpflicht auf die Vermietung von Wohnungen und auf im selben Vertrag im direkten Zusammenhang mit der Wohnung mitgemietete Einrichtungsgegenstände, Kfz-Stellplätze, Gärten, Hobbyräume oder Ähnliches. Der Beschluss erfolgte in der letzten Sitzung des Nationalrats vor der Wahl 2017. Bereits im Jahr 2003 stand die Abschaffung der Gebühr im Regierungsübereinkommen. 2007 wollte die ÖVP nur „Unter-35-Jährige bei erstmaligem Mietvertragsabschluss zwecks Hauptwohnsitzbegründung“ befreien.
Die Höhe betrug (für Vermietung von (überwiegend) Wohnungen an Private) 1 % des Bruttomietzinses mal der Dauer eines – befristeten – Vertrags, höchstens jedoch 36 Monate oder eben 36 Monate bei unbefristeten Verträgen.
Für die Vermietung von überwiegend gewerblich genutzten Objekten muss weiterhin Mietvertragsgebühr entrichtet werden. Die Gebührenpflicht ist auch bei Mietverträgen (ohne Wohnung) über Kfz-Stellplätze, Garagen, Lager, Hobbyräume, Gärten etc. nicht abgeschafft, sogar, wenn der Mieter eines solchen Gegenstandes im selben Haus eine Wohnung mietet.

## Mieterschutz
Im Rahmen des Mietrechtsgesetzes erhält der Mieter besonderen Schutz bei der Ausgestaltung des Mietvertrages und dessen Vollzug. Dies sind z. B. zwingende Bestimmungen zur Mietzinshöhe und zum Kündigungsschutz.

### Preisschutz
Der Preisschutz umfasst sowohl die Mietzinsbeschränkung, die abschließend aufgezählten Betriebskosten der Liegenschaft als auch Regelungen über die Zulässigkeit von Einmalzahlungen. Der Kern des Preisschutzes besteht darin, dass Mietzinsvereinbarungen, die den zulässigen Hauptmietzins bzw. Untermietzins überschreiten, unwirksam sind.
Die Miete besteht aus folgenden Teilen:
- Hauptmietzins
- anteilige Betriebskosten und öffentliche Abgaben (Grundsteuer)
- Anteil für besondere Aufwendungen (Gemeinschaftsanlagen wie z. B. Waschküche)
- Entgelt für mitvermietete Einrichtung (z. B. Möbelmiete) und sonstige Leistungen des Vermieters
- Umsatzsteuer (10 % bei Wohnnutzung, 20 % bei Nutzung zu Geschäftszweck).

### Kündigungsschutz
Der Mietvertrag als Dauerschuldverhältnis wird durch eine Kündigungserklärung beendet. Das MRG regelt den Kündigungsschutz, welches sowohl einen umfassenden Auflösungsschutz des Mietverhältnisses als auch Befristungsregelungen umfasst. Der Kündigungsschutz gilt nicht für die Vollausnahmen von der Anwendbarkeit des Mietrechtsgesetzes, wie zum Beispiel für Mietverträge für Ein- und Zweifamilienhäuser.
Nach § 30 Mietrechtsgesetz ist das Kündigungsrecht des Vermieters auf wichtige Gründe beschränkt. Ein wichtiger Grund liegt insbesondere nach § 30 Absatz 2 Ziffer 1 bis 16 aufgelisteten Gründen vor:
1. Mietzins und/oder Bewirtschaftungskosten mindestens acht Tage im Rückstand sind
2. im Mietvertrag bedungene Dienste vertragswidrig verweigert werden
3. der Mieter vom Mietgegenstand einen erheblich nachteiligen Gebrauch macht;
4. der Mieter den Mietgegenstand ganz weitergegeben hat und ihn offenbar in naher Zeit nicht für sich oder die eintrittsberechtigten Personen dringend benötigt
5. die vermieteten Wohnräume nach dem Tod des bisherigen Mieters nicht mehr einem dringenden Wohnbedürfnis eintrittsberechtigter Personen dienen
6. die vermietete Wohnung nicht zur Befriedigung des dringenden Wohnbedürfnisses des Mieters oder der eintrittsberechtigten Personen regelmäßig verwendet wird
7. die vermieteten Räumlichkeiten nicht zu der im Vertrag bedungenen oder einer gleichwertigen geschäftlichen Betätigung regelmäßig verwendet werden
8. Eigenbedarf an Einfamilienhäusern und Eigentumswohnungen besteht
9. Eigenbedarf und Ersatzbeschaffung vorliegt
10. eine Betriebswohnung für Mitarbeiter gebraucht wird
11. Wohnungen von Bund, Land und Gemeinden für die Verwaltung benötigt werden und dem Mieter Ersatz beschafft wird
12. bei Untermietverhältnissen durch die Fortsetzung der Untermiete wichtige Interessen des Untervermieters verletzt würden
13. ein im Mietvertrag schriftlich als Kündigungsgrund vereinbarter Umstand eintritt, der in Bezug auf die Kündigung oder die Auflösung des Mietverhältnisses für den Vermieter als wichtig und bedeutsam anzusehen ist (Achtung: sehr restriktive Auslegung)
14. die ordnungsgemäße Erhaltung des Miethauses unmöglich ist, eine Abbruchbewilligung erteilt wurde und dem Mieter Ersatz beschafft wird
15. ein Miethaus ganz oder in dem Teil, in dem sich der Mietgegenstand befindet, abgetragen oder umgebaut werden soll, mit dem Abbruch (Umbau) die Errichtung eines neuen (geänderten) Baues sichergestellt ist, die Bezirksverwaltungsbehörde auf Antrag des Bauwerbers mit Bescheid erkannt hat, dass selbst unter Berücksichtigung schutzwürdiger Interessen der bisherigen Mieter der geplante Neubau (Umbau) aus Verkehrsrücksichten, zu Assanierungszwecken, zur Vermehrung der Wohnungen, die zur Beseitigung oder Milderung eines im Ortsgebiet bestehenden quantitativen Wohnungsbedarfes oder eines qualitativen Wohnfehlbestandes geeignet sind, oder aus anderen Gründen im öffentlichen Interesse liegt und dem Mieter Ersatz beschafft wird
16. der Hauptmieter einer Wohnung der Ausstattungskategorie „D“ weder bereit ist, eine vom Vermieter im Sinn des § 4 Abs. 4 angebotene Standardverbesserung zuzulassen, noch die angebotene Standardverbesserung selbst durchzuführen, und dem Mieter Ersatz beschafft wird.

Im Absatz (3) Eine Vereinbarung, wonach dem Vermieter das Kündigungsrecht unbeschränkt oder in einem weiteren als dem vorstehend bestimmten Maß zustehen soll, ist rechtsunwirksam.
Zur Beendigung von Mietverträgen näher: Kündigung von Mietverträgen.

## Mietrechtliches Außerstreitverfahren
Bestimmte im Mietrechtsgesetz (MRG) festgelegte mietrechtliche Verfahren werden seit 1922 im Außerstreitverfahren und nicht im streitigen Verfahren geführt. Obwohl sich in den mietrechtlichen Verfahren die Parteien an das Gericht wenden, um Interessenkonflikte zu klären, also alle Kennzeichen eines streitigen Verfahrens vorhanden sind, gelten die Regeln des Außerstreitverfahrens. Dies bedeutet vor allem für die Mieter einen erleichterten Rechtzugang.
In der ersten oder zweiten Instanz können sich die Parteien selbst vertreten oder durch eigenberechtigte Personen vertreten lassen. Berechtigte, d. h., überregional tätige Interessensvertretungen können eine oder mehrere Parteien bis in die letzte Instanz vertreten, ohne dass Rechtsanwaltspflicht besteht. Diese Regelung wird vor allem von den Mietern genutzt. Mieterorganisationen finanzieren sich aus Mitgliedsbeiträgen und vertreten ihre Mitglieder auf eigene Kosten. Dadurch ist es auch Mietern ohne Rechtsschutzversicherung möglich, ohne Kostenrisiko ihre Interessen bei Gericht geltend zu machen.
In einigen größeren Gemeinden existiert eine vorgerichtliche, behördliche Entscheidungsinstanz, die Schlichtungsstelle. Entscheidungen der Schlichtungsstelle sind rechtsverbindlich, wenn keine der Parteien nach der Entscheidung das Verfahren zu Gericht abzieht. Eine im streitigen Verfahren geführte Räumungsklage aufgrund von Mietschulden wurde bis zum 1. Jänner 2005 nach einem Antrag auf Mietzinsüberprüfung erst entschieden, wenn geklärt war, ob die behaupteten Mietschulden nicht aufgrund einer rechtlich unzulässigen Forderung bestanden.

### Kostenpflicht der Außerstreitverfahren
Ursprünglich waren streitige Außerstreitverfahren nicht kostenpflichtig. Die Parteien trugen in jedem Fall nur ihre eigenen Vertretungskosten, auch wenn der gegnerischen Partei durch das Gericht Recht gegeben wurde. Erst die ÖVP/FPÖ-Regierung führte im Jahr 2005 die Kostenpflicht ein, um nach eigenen Aussagen „die Verfahren abzukürzen und mutwillig geführte Verfahren zu verhindern“. Erwartungsgemäß wurde dies von Vertretern der Vermieterseite begrüßt, während Mietervertreter, allen voran die betroffenen Mieterorganisationen dagegen protestierten.

### Klauselentscheidung des Obersten Gerichtshofs
In einer hohe Wellen schlagenden Entscheidung vom 11. Oktober 2006 (7Ob78/06f, sogenannte „Klauselentscheidung“) hat der OGH erstmals häufig verwendete Vertragsklauseln eines großen Wiener Hausverwalters (IMV, Tochter der Constantia Privatbank) durchleuchtet. Grund dafür war eine Verbandsklage der Arbeiterkammer. Vor dem Hintergrund des Konsumentenschutzgesetzes wurden viele der Vertragsklauseln als ungültig erkannt, was dazu führt, dass nicht nur die betreffende Klausel, sondern die gesamte Bestimmung, die die beanstandete Klausel enthält, ungültig wird.
Einige der Klauseln wurden aber auch aufgrund Verstoßes gegen § 879/3 ABGB gerügt, der Vorschrift über die gröbliche Benachteiligung eines Vertragspartners. Im Unterschied zu konsumentenrechtlichen Bestimmungen gilt dieser Paragraf auch bei gewerblichen Mietern. Dieses Urteil gilt als richtungsweisend im österreichischen Mietrecht und hebt die Rolle des Wohnungsmieters als Konsument hervor.

### Neue Kategoriebeträge ab September 2006
Durch den Wert des Verbraucherpreisindex 2000 für den Monat Mai 2006 (112,4) hat sich der VPI 2000 gegenüber dem Monat Februar 2004 (107,0) um mehr als 5 % erhöht. Damit ist der in § 16 Abs. 6 MRG vorgesehene 5%ige Schwellwert für die Valorisierung der mietrechtlichen Kategoriebeträge und der „angehobenen Hauptmietzinse“ überschritten. Die neuen Kategoriebeträge werden nach der tatsächlichen prozentuellen Veränderung des Index zwischen Februar 2001 (= 101,8) und Mai 2006 (= 112,4) berechnet.
Die neuen Kategoriebeträge sind seit dem 1. September 2006 „mietrechtlich wirksam“, d. h., sie sind für neue Mietzinsvereinbarungen ab 1. September 2006 gültig.
Wird bei einer Wohnung der Ausstattungskategorie D ein Mietzins von mehr als EUR 0,73 pro m² und Monat vereinbart (bei Neuvermietung von Kat. D brauchbar wäre ab 1. September 2006 ein Mietzins von EUR 1,46/m²/Monat zulässig), so kann der Vermieter für diese Wohnung keine Erhöhung des Mietzinses in einem Verfahren nach MRG geltend machen!
Bei bestehenden Kategorieverträgen mit Wertsicherungsvereinbarungen können Erhöhungen des Kategoriemietzinses ab 1. Oktober 2006 begehrt werden.
Bei der Wertanpassung müssen die Formerfordernisse des § 16 Abs. 9 MRG beachtet werden. Das Begehren auf Erhöhung des Kategoriemietzinses aufgrund einer Wertsicherungsvereinbarung ist dem Hauptmieter in einem nach dem 1. September eingehenden Schreiben, jedoch spätestens 14 Tage vor dem nächsten Zinstermin bekannt zu geben.

### Verwaltungskosten-Pauschale für die Jahre 2006–2010 und 2019
Durch den Indexsprung für die Kategoriebeträge erhöht sich ab 1. September 2006 das der Kat. A entsprechende mietrechtliche Verwaltungskosten-Pauschale von derzeit € 2,77 auf € 2,91 per m² Nutzfläche und Jahr. Für das Jahr 2006 ergibt sich somit ein Mischsatz von € 2,82 pro m² Nutzfläche und Jahr.
Für die Jahre 2009 und 2010 beträgt das Verwaltungskosten-Pauschale € 3,08/m² (ab 1. September 2008).
Die Verwaltungskostenpauschale beträgt 2019 € 3,60/m² und Jahr.